# Estrus EP
Estrus EP is een vinyl extended play van John Frusciante, uitgegeven in 1997. De ep bevat twee nummers: "Estrus", dat later ook het laatste nummer zou zijn op het album Smile from the Streets You Hold onder de naam "Estress", en "Outside Space", dat eigenlijk was opgenomen voor Frusciantes debuutalbum Niandra LaDes And Usually Just A T-Shirt. Een korte sample van dit nummer vormt ook de laatste tien seconden van het nummer "Mascara".

## Tracklist
Kant 1
1. Estrus - 2.15

Kant 2
1. Outside Space - 6.27